# Gouvernement Oyun-Erdene
Mongolie
Ukhnaagiin Khürelsükh 
Le gouvernement Oyun-Erdene est le gouvernement de Mongolie en fonction depuis le 21 janvier 2021, lors du huitième Grand Khoural d'État. 

## Historique

### Formation
Après la démission du Premier ministre Ukhnaagiin Khürelsükh et de son gouvernement en janvier 2021, puisque deux ministres ayant précédemment présenté leur démission au milieu de la pression sociale et des protestations publiques lors de la pandémie de Covid-19 en Mongolie. 
Luvsannamsrai Oyun-Erdene est proposé pour lui succéder par le Parti du peuple mongol qui dispose de la majorité absolue au Grand Khoural d'État . Sa candidature est approuvée par le Grand Khoural le 27 janvier 2021.
Lors de la nomination du gouvernement, le nouveau Premier ministre conserve la moitié des ministres nommés par son prédécesseur Ukhnaagiin Khürelsükh, privilégiant la stabilité politique dans un contexte de contestation sociale et de la pandémie. Le gouvernement est composé de 16 ministres.
Il est confronté aux défis du maintien des emplois, de la relance de l’économie et de la mise en œuvre des réformes de santé et de l'éducation pendant la pandémie.

## Composition

### Composition initiale (27 janvier 2021)
| Image | Portefeuille                                                          | Titulaire | Titulaire                                   | Parti |
| ----- | --------------------------------------------------------------------- | --------- | ------------------------------------------- | ----- |
|       | Premier ministre                                                      |           | Luvsannamsrai Oyun-Erdene                   | MAN   |
|       | Vice-Premier ministre                                                 |           | Amarsaikhan Sainbuyan (en)                  | MAN   |
|       | Ministre des Affaires étrangères                                      |           | Battsetseg Batmunkh (en)                    | MAN   |
|       | Ministre de la Justice et des Affaires intérieures                    |           | Khishgeegiin Nyambaatar                     | MAN   |
|       | Ministre du Travail et de la Protection sociale                       |           | Ayushiin Ariunzaya                          | MAN   |
|       | Ministre de la Construction et du Développement urbain                |           | Begjaviin Munkhbaatar                       | MAN   |
|       | Ministre des Finances                                                 |           | Boldyn Javkhlan                             | MAN   |
|       | Ministre de l'Environnement et du Tourisme                            |           | Nyamjav Urtnasan (jusqu'au 19 janvier 2022) | MAN   |
|       | Ministre de l'Environnement et du Tourisme                            |           | Bat-Ulziin Bat-Erdene                       | MAN   |
|       | Ministre de la Défense                                                |           | Gursediin Saikhanbayar (mn)                 | MAN   |
|       | Ministre de l'Éducation, de la Culture et de la Science               |           | Luvsantserengiin Enkh-Amgalan               | MAN   |
|       | Ministre du Développement des Routes et des Transports                |           | Luvsangiin Khaltar                          | MAN   |
|       | Ministre de la Culture                                                |           | Chuluun Sampildondov                        | MAN   |
|       | Ministre des Mines et de l'Industrie lourde                           |           | Gelengiin Yondon                            | MAN   |
|       | Ministre de l'Alimentation, de l'Agriculture et de l'Industrie légère |           | Zagdjaviin Mendsaikhan                      | MAN   |
|       | Ministre de l'Énergie                                                 |           | Nansaliin Tavinbekh                         | MAN   |
|       | Ministre de la Santé                                                  |           | Togtmol Munkhsaikhan                        | MAN   |